# Oskar Lindberg (Skilangläufer)
Oskar Lindberg (* 5. Juli 1894 in Norsjö; † 5. Oktober 1977 in Skellefteå) war ein schwedischer Skilangläufer.
Lindberg, der für den Ifk Norsjö startete, gewann im Jahr 1923 in 6:32,40 Stunden den Wasalauf. Ein Jahr zuvor wurde er Zweiter. Bei den Olympischen Winterspielen 1924 in Chamonix errang er den achten Platz über 50 km.